# جهان گمشده: پارک ژوراسیک
جهان گمشده: پارک ژوراسیک (همچنین شناخته شده با نام‌های پارک ژوراسیک ۲ و جهان گمشده) (به انگلیسی: the lost world: jurassic park) فیلمی سینمایی در ژانر علمی تخیلی است که توسط استیون اسپیلبرگ کارگردانی و در سال ۱۹۹۷ میلادی منتشر شد.

## داستان

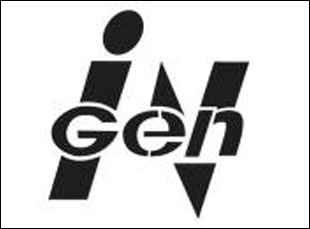
لوگوی inGen، سری فیلمها و کتابهای پارک ژوراسیک.مخفف International Genetic Technologies

۴ سال پس از حوادث پارک ژوراسیک در جزیره نوبلار، «جان هاموند» در می‌یابد که در جزیره سورنا واقع در نزدیکی جزیره نوبلار تعدادی زیادی دایناسور پرورش یافته‌اند. گروهی به رهبری پسر عموی هاموند که اکنون کنترل شرکت اینجن را در دست گرفته، تصمیم دارند تا این دایناسورها را اسیر کرده و به پارک دایناسورها در سن دیگو منتقل کنند تا از این طریق بتواند درآمد کلانی را بدست آورند. هاموند در پی این موضوع گروهی تحقیقاتی را به رهبری ایان مالکوم استخدام کرده تا با رفتن به جزیره و تحقیق بر روی دایناسورها، آن‌ها را از خطری که جانشان را از جانب پسرعموی هاموند و تیم تحقیقاتی‌اش تهدید می‌کند، نجات دهند.

## دنباله
۴ سال بعد و در سال ۲۰۰۱، نسخه سوم از مجموعه پارک ژوراسیک با نام پارک ژوراسیک ۳ به کارگردانی جو جانستون اکران شد که اگرچه از لحاظ فروش به خوبی نسخه‌های قبلی نبود؛ اما در کل فیلم خوبی از آب درآمد و ثابت کرد که این مجموعه هنوز هم روی اوج است. استیون اسپیلبرگ، کارگردان ۲ نسخه اول، اعلام کرد که از همان اول برنامه‌ای برای ساخت قسمت سوم نداشت و برای همین، کارگردانی آن را نپذیرفت.

## جوایز
این فیلم کاندیدای ۱ اسکار (کاندیدای اسکار بهترین جلوه‌های ویژه) در سال ۱۹۹۸ شد.